# Rigadin trahi par un baiser
Pour plus de détails, voir Fiche technique et Distribution.
Rigadin trahi par un baiser est un film muet français réalisé par Georges Monca, sorti en 1913.

## Fiche technique
- Titre : Rigadin trahi par un baiser
- Réalisation : Georges Monca
- Scénario :
- Photographie :
- Montage :
- Société de production : Pathé Frères
- Société de distribution : Pathé Frères
- Pays d'origine :  France
- Langue : film muet avec les intertitres en français
- Métrage : 225 mètres
- Format : Noir et blanc — 35 mm — 1,33:1 — Muet
- Genre :  Comédie
- Durée : 8 minutes et 30 secondes
- Dates de sortie : 
  - France : 4 avril 1913

## Distribution
- Charles Prince : Rigadin
- Yvonne Maëlec
- Gabrielle Lange : la fiancée de Rigadin